# Свет, Яков Михайлович
Я́ков Миха́йлович Све́т (19 января 1911, Санкт-Петербург — 18 февраля 1987, Москва) — советский писатель и переводчик, инженер-геолог, кандидат геолого-минералогических наук, исследователь истории Испании и Латинской Америки. Владел русским, украинским, английским, испанским, португальским, французским, итальянским и староитальянским языками. Член Союза писателей СССР (1974), член Литфонда СССР (1977).

## Биография
Родился в 1911 году в Санкт-Петербурге в семье адвоката Михаила Яковлевича Света. Семья жила недалеко от Литейного проспекта.
В 1920-х годах из-за Гражданской войны, голода и разрухи семья переехала на Украину, в Енакиево Екатеринославской губернии. Учась в украинской школе, Яков Свет овладел украинским языком, а на прогулках по терриконам, научился распознавать различные минералы и начал коллекционировать камни. В 1926 году он вместе с родителями из Енакиево переехал в Киев.
В Киеве Яков Свет познакомился Виктором Платоновичем Некрасовым после того как они оказались соседями по дому № 24 на улице Кузнечной. Вместе они издавали «Газету будущего» (в единственном экземпляре). На страницах газеты они писали про войны на Аляске, высадку на Марс и другие приключенческие и детективные истории. В 18 лет Яков Свет работал техником-геологом в Волынской экспедиции.
В 1930-х годах, переехав в Москву, участвовал в составе комплексной изыскательской партии института «Гипрозолото».
В 1931 году поступил и в 1936 году окончил Московский геологоразведочный институт им. С. Орджоникидзе, специальность инженерная геология. С 1935 по 1939 год он работал в Институте геологических наук Академии наук СССР (младшим научным сотрудником).
В 1939 году призван в Красную Армию в инженерный полк. На маньчжурской границе он был очень тяжело ранен. Из-за состояния здоровья был комиссован из армии в 1943 году.
По возвращении в Москву Яков Свет в 1945 году в аспирантуре Института геологических наук АН СССР защитил диссертацию на степень кандидата геолого-минералогических наук (на испанском языке).
В 1949 году поступил на работу в издательство «Иностранная литература». В это же время он публикует различные статьи по морской тематике в «Большой Советской энциклопедии», «Детской энциклопедии», «Дипломатическом словаре», а также пишет предисловия и комментарии к художественным произведениям различных латиноамериканских и испанских писателей.
Умер 18 февраля 1987 года в Москве и был похоронен в колумбарии Донского кладбища.

## Публикации
Книги
- Свет Я. М. По следам путешественников и мореплавателей Востока: Очерки. — М.: Географгиз, 1955. — 184 с. — 50 000 экз.[2]
- Свет Я. М. Фернандо Магеллан. — М.: Географгиз, 1956. — 40 с. — (Замечательные географы и путешественники).[3]
- Свет Я. М. За кормой сто тысяч ли / Оформление худож. Л. П. Сычёва. — М.: Географгиз, 1960. — 192 с. — 50 000 экз.
  - Свет Я. М. За кормой сто тысяч ли. — М.: ЛомоносовЪ, 2011. — 200 с. — (История. География. Этнография). — 1500 экз. — ISBN 978-5-91678-102-1.
- Свет Я. М. Мореплаватель туманного Альбиона: (Джемс Кук). — М.: Географгиз, 1963. — 80 с. — (Замечательные географы и путешественники). — 75 000 экз.[4]
- Свет Я. М. Последний инка. — М.: Детская литература, 1964. — 541 с.
- Свет Я. М. История открытия и исследования Австралии и Океании. — М.: Мысль, 1966. — 388 с. — (Открытие Земли). — 12 000 экз.[5]
- Свет Я. М. В страну Офир: (Педро Сармьенто де Гамбоа). — М.: Мысль, 1967. — 232 с. — 30 000 экз.[6].
- Свет Я. М. Севильская западня: Тяжба о колумбовом наследстве / Худож. И. Блиох. — М.: Молодая гвардия, 1968. — 304 с. — (Бригантина). — 65 000 экз.[7]
- Свет Я. М. После Марко Поло: Путешествия западных чужеземцев в страны Трех Индий. — М.: Наука. Главная редакция восточной литературы, 1968. — 240 с. — (Путешествия по странам Востока). — 15 000 экз.[8]
- Свет Я. М. Алая линия: Повесть / Худ. В. Высоцкий. — М.: Детская литература, 1969. — 160 с. — 50 000 экз.
- Свет Я. М. Колумб. — М.: Молодая гвардия, 1973. — 368 с. — (Жизнь замечательных людей). — 65 000 экз.
- Свет Я. М. Одиссея поневоле: Необыкновенные приключения индейца Диего на островах моря-океана и в королевствах Кастильском и Арагонском / Оформление художника Р. Варшамова. — М.: Мысль, 1974. — 184 с. — 65 000 экз.
- Свет Я. М. Джемс Кук. — М.: Мысль, 1979. — 112, [8] с. — (Замечательные географы и путешественники). — 80 000 экз.

Исторические переводы
- Джеймс Кук. Плавание к Южному полюсу и вокруг света / Сокр. пер. с англ. — М.: Географгиз, 1948.
- Путешествия Христофора Колумба: дневники, письма, документы / Коммент. и послесл. Я. Света. — М.: Географгиз, 1950. — 532 с. (переиздана — М.: ООО «Издательство Эксмо», 2008)[9].
- «История Испании» Рафаэля Альтамира-и-Кревеа. В 2-х томах. — М.: Издательство иностранной литературы, 1951.[10].
- Джеймс Кук. Первое кругосветное плавание капитана Джеймса Кука. Плавание на Индевре в 1768—1771 г. / Вступ. ст., коммент. и послесл. Я. Света. — М.: Географгиз, 1960. (переиздана — М.: ООО «Издательство Эксмо», 2008)
- Второе кругосветное плавание капитана Джеймса Кука. Плавание к Южному полюсу и вокруг света в 1772—1775 г.. — М.: Мысль, 1964.
- Третье плавание капитана Джеймса Кука. Плавание в Тихом океане в 1776—1780 г. / Пер. с англ., вступ. ст. и коммент. Я. М. Света. — М.: Мысль, 1971. — 640 с. — 23 000 экз.

Также в 2009 году в московском ООО «Издательство Эксмо» были переизданы книги Антонио Пигафетты «Путешествие Магеллана» со вступительной статьей Якова Света (ранее опубликована — М.: Географгиз, 1950) и книга А. О. Эксвемелина «Пираты Америки» с предисловием Якова Света (ранее опубликована М.: Мысль, 1968).

## Награды
- Медаль «За доблестный труд в Великой Отечественной войне 1941—1945 гг.» (1946)
- Медаль «В память 800-летия Москвы» (1947)
- Медаль «Ветеран труда» (1986)